# Alter Ego (dal)
Az Alter Ego (magyarul: Alteregó) a ciprusi Minus One együttes dala, mellyel Ciprust képviselték a 2016-os Eurovíziós Dalfesztiválon, Stockholmban. A dal belső kiválasztás során nyerte el az eurovíziós indulás jogát, és 2016. február 22-én mutatták be nyilvánosan.

## Eurovíziós Dalfesztivál
A dalt az Eurovíziós Dalfesztiválon először a május 10-i első elődöntőben adták elő, fellépési sorrendben tizenegyedikként a Csehország képviselő Gabriela Gunčíková I Stand című dala után, és az Ausztriát képviselő Zoë Loin d’ici című dala előtt. Az elődöntőből a nyolcadik helyen jutottak tovább a május 14-i döntőbe, ahol fellépési sorrendben tizennegyedikként léptek fel az Ausztráliát képviselő Dami Im Sound of Silence című dala után, és a Szerbiát képviselő Sanja Vučić Zaa Goodbye (Shelter) című dala előtt. A pontozás során a zsűri szavazáson összesítésben a huszadik helyen végeztek 43 ponttal, míg a nézői szavazáson a tizenötödik helyen végeztek 53 ponttal (Görögországtól maximális pontszámot kaptak), így összesítésben 96 ponttal a verseny huszonegyedik helyezettjei lettek.
A következő ciprusi induló Hovig Gravity című dala volt a 2017-es Eurovíziós Dalfesztiválon.